# Kyselina xenonová
Kyselina xenonová (H2XeO4) je jednou z kyselin xenonu, je odvozena od oxidu xenonového. Existenci této kyseliny předpověděl v roce 1933 Linus Pauling. Je to velmi silné oxidační činidlo, její rozklad je nebezpečný, protože se uvolňuje velké množství plynných látek: xenon, kyslík a ozon.
Její soli se nazývají xenonany, obsahují anion HXeO -
4 . Snadno disproporcionují na plynný xenon a xenoničelany:
2 HXeO -
4  + 2 OH− → XeO 4-
6  + Xe + O2 + 2 H2O
Úplně deprotonovaný anion XeO 2-
4  nebyl dosud popsán.

## Použití
Kyselina xenonová se používá jako oxidační činidlo v organické chemii.

## Příprava
Připravuje se rozpouštěním oxidu xenonového ve vodě.